# Death of a Soldier
Death of a Soldier è un film del 1986 diretto da Philippe Mora.
È un film drammatico australiano con James Coburn, Bill Hunter e Reb Brown. È basato sulla storia vera del soldato statunitense Edward J. Leonski.

## Trama
Melbourne, 1942. Un soldato americano psicopatico, Edward J. Leonski, durante la seconda guerra mondiale, uccide tre donne. Per mantenere buone le relazioni e l'alleanza con l'Australia, i vertici militari statunitensi decidono di condannarlo a morte per impiccagione affrettando il processo. All'uomo viene assegnato come avvocato difensore il maggiore Patrick Dannenberg.

## Produzione
Il film, diretto da Philippe Mora su una sceneggiatura e un soggetto di William L. Nagle, fu prodotto da David Hannay, William L. Nagle e Lance W. Reynolds per la Suatu Film Management e la Scotti Brothers Pictures e girato nello stato di Victoria in Australia. Il titolo di lavorazione fu The Brown-out Murders.

## Distribuzione
Il film fu distribuito in Australia dal 4 dicembre 1986..
Altre distribuzioni:
- negli Stati Uniti il 16 maggio 1986
- in Finlandia (Sotilaan kuolema)
- in Germania Ovest (War Time Melbourne May 1942 e, in TV, Dein Lied - Dein Tod)

## Critica
Secondo Leonard Maltin il film è "basato su eventi reali ma non interessante come potrebbe sembrare".

## Promozione
La tagline è: "The obscenity of war. The brutality of murder. The travesty of justice.".